# إيك ريس
إيك ريس (بالإنجليزية: Ike Reese) هو لاعب كرة قدم أمريكية أمريكي، ولد في 16 أكتوبر 1973 في جاكسونفيل في الولايات المتحدة.

## وصلات خارجية
- إيك ريس على موقع مرجع كرة القدم المحترفة.كوم (الإنجليزية)